# Branovo
Branovo (in ungherese Kisbaromlak) è un comune della Slovacchia facente parte del distretto di Nové Zámky, nella regione di Nitra.